# Partito Socialista Desturiano
Il Partito Socialista Desturiano, ovvero Partito Socialista Costituzionale, è stato un partito politico tunisino.
Nel 1962 il Neo-Dustur decise l'adozione del socialismo e di un regime a partito unico, rinominandosi nel 1964 Partito Socialista Desturiano.
Protagonista di questa svolta socialista fu Ahmed Ben Salah, che ricoprì numerose cariche di ministro della Tunisia dal 1961 al 1969, quindi caduto in disgrazia ed espulso dal partito.
Anche se in seguito le politiche socialiste vennero abbandonate a favore di politiche più liberiste, il partito mantenne il nome e la collocazione internazionale nell'Internazionale Socialista
Con la deposizione di Bourguiba e l'avvento al potere di Ben Ali il partito cambiò nome in Raggruppamento Costituzionale Democratico.